# Útvar policejního vzdělávání a služební přípravy
Útvar policejního vzdělávání a služební přípravy (ÚPVSP) či Útvar policejního vzdělávání a služební přípravy Policie České republiky (ÚPVSP PČR) je jeden z útvarů Policie České republiky s celorepublikovou působností, který má na starosti vzdělávání policistů.

## Činnost
ÚPVSP je ve vymezeném rozsahu oficiálně: odborným, metodicko-řídícím, kontrolním a výkonným pracovištěm. Útvar řídí policejní vzdělávání, služební přípravu a policejní sport za stanovených podmínek a zajišťuje odborné vzdělávání potřebné pro výkon zaměstnání u policie. Tímto útvarem jsou dle oficiálně prezentovaných informací zabezpečovány níže uváděné činnosti, ÚPVSP kupř.:
- stanovuje a aplikuje systém odborného vzdělávání příslušníků policie a zaměstnanců,
- metodicky vede a koordinuje činnost školních policejních středisek a odborů služební přípravy krajských ředitelství policie,
- zajišťuje služební přípravu včetně prověrek ze služební přípravy policistů,
- spolupracuje s Ministerstvem vnitra (MVČR), s policejními školami a dalšími organizačními složkami státu ke kterým MVČR vykonává funkci zřizovatele při zajišťování policejního vzdělávání v těchto školách,
- zajišťuje za policii mezinárodní policejní vzdělávání,
- připravuje spolufinancované projekty a další.[1]

## Struktura
Struktura tohoto útvaru je pak následující:
- kancelář ředitele útvaru
- odbor vzdělávání
- odbor služební přípravy a policejního sportu
- Vzdělávací zařízení Brno
- Vzdělávací zařízení Holešov
- Vzdělávací zařízení Pardubice
- Vzdělávací zařízení Praha-Ruzyně
- Vzdělávací zařízení Praha
- Vzdělávací zařízení Jihlava

Útvar má svého ředitele, tím je v současné době:
- plk. Mgr. Jiří Fejfar